# ASK Vorwärts Frankfurt
ASK Vorwärts Frankfurt was een Duitse sportclub uit het Frankfurt aan de Oder. De club werd opgericht in 1956 in Berlijn. In 1971 verhuisde de club naar Frankfurt. Na de Duitse hereniging werd de club ontbonden. De club was onderdeel van de Armeesportvereinigung Vorwärts, de sportafdeling van het leger. 